# Chicago-Marathon 1980
| 4. Chicago-Marathon     | 4. Chicago-Marathon          |
| ----------------------- | ---------------------------- |
| Stadt                   | Chicago, Vereinigte Staaten  |
| Datum                   | 28. September 1980           |
| Distanz                 | 42,195 Kilometer             |
| Sieger                  |                              |
| Männer                  | Frank Richardson (2:14:04 h) |
| Frauen                  | Sue Petersen (2:45:03 h)     |
| ← Chicago-Marathon 1979 | Chicago-Marathon 1981 →      |
| Website                 | Offizielle Website           |

Der Chicago-Marathon 1980 war die 4. Ausgabe der jährlich stattfindenden Laufveranstaltung in Chicago, Vereinigte Staaten. Der Marathon fand am 28. September 1980 statt.
Bei den Männern gewann Frank Richardson in 2:14:04 h, bei den Frauen Sue Petersen in 2:45:03 h.

## Ergebnisse

### Männer
| Platz | Athlet             | Land               | Zeit (h) |
| ----- | ------------------ | ------------------ | -------- |
| 01    | Frank Richardson   | Vereinigte Staaten | 2:14:04  |
| 02    | Chuck Smead        | Vereinigte Staaten | 2:16:47  |
| 03    | Joseph Sheeran     | Vereinigte Staaten | 2:19:12  |
| 04    | Duane Spitz        | Vereinigte Staaten | 2:19:55  |
| 05    | Gordon Minty       | Vereinigte Staaten | 2:21:24  |
| 06    | John Wellerding    | Vereinigte Staaten | 2:21:37  |
| 07    | Jim Macnider       | Vereinigte Staaten | 2:22:07  |
| 08    | Kurt Shallenberger | Vereinigte Staaten | 2:22:52  |
| 09    | Frank Shorter      | Vereinigte Staaten | 2:23:38  |
| 10    | Veli Bali          | Türkei             | 2:24:07  |

### Frauen
| Platz | Athletin          | Land               | Zeit (h) |
| ----- | ----------------- | ------------------ | -------- |
| 01    | Sue Petersen      | Vereinigte Staaten | 2:45:03  |
| 02    | Susan Henderson   | Vereinigte Staaten | 2:49:43  |
| 03    | Marilyn Bevans    | Vereinigte Staaten | 3:00:43  |
| 04    | Bonnie Payne      | Vereinigte Staaten | 3:01:00  |
| 05    | Diane Sims Page   | Vereinigte Staaten | 3:01:00  |
| 06    | Melissa Uchitelle | Vereinigte Staaten | 3:05:39  |
| 07    | Helen Dick        | Vereinigte Staaten | 3:08:48  |
| 08    | Ada Letinsky      | Kanada             | 3:10:58  |
| 09    | Maryanne Joyce    | Vereinigte Staaten | 3:12:45  |
| 10    | Matilee Christman | Vereinigte Staaten | 3:14:11  |